# Leurdahatárrész
Leurdahatárrész románul: Leurda, falu Romániában, Erdélyben, Kolozs megyében.

## Fekvése
Désorbó (Gârbău Dejului) közelében fekvő település.

## Története
Korábban Désorbó (Gârbău Dejului) része volt. 1910-ben 199 román, 1956-ban pedig 274 lakosa volt.
1966-ban 283, 1977-ben 222, 1992-ben 145, 2002-ben pedig 120 román lakosa volt.